# Římskokatolická farnost Tisá
Římskokatolická farnost Tisá (lat. Tyssa) je církevní správní jednotka sdružující římské katolíky na území obce Tisá a v jejím okolí. Organizačně spadá do ústeckého vikariátu, který je jedním z 10 vikariátů litoměřické diecéze.

## Historie farnosti
Matriky jsou vedeny od roku 1784. Před rokem 1786 farnost patřila pod Libouchec. Od roku 1786 zde byla lokálie. Farnost byla kanonicky zřízena od roku 1848.

### Duchovní správcové vedoucí farnost
Začátek působnosti jmenovaného v duchovní správě farnosti od:
- 1788 cap. loc. Barthol. Reinitzer OFM Con., n. 25. 12. 1741 Pontens., o. 12. 12. 1769, † 26. 6. 1827
- 1817 cap. loc. Anton. Hieke, n. 13. 6. 1783 Peterswald, o. 31. 8. 1807, † 7. 3. 1848
- 1846 cap. loc. vacat, admin. Jos. Hille
- 1847 cap. loc. Franc. Rössler, n. 7. 2. 1797 Stranicens., o. 7. 9. 1823
- 1851 proto-par. (1. farář) Franc. Rössler, n. 7. 2. 1797 Stranicens., o. 7. 9. 1823, † 24. 5. 1864
- 1856 Franc. Xav. Locke, n. 24. 12. 1814 Gossengrün., o. 5. 8. 1838, † 25. 5. 1889
- 1877 Emman. Kaiser, n. 9. 3. 1827 Schokau, o. 25. 7. 1852, † 21. 6. 1879
- 1880 Jos. Jawůrek, n. 13. 3. 1827 Hradišt., o. 25. 7. 1851, † 28. 1. 1910
- 1885 par. vacat, admin. int. Jos. Schlosser
- 1886 Wenc. Oplt, n. 1. 10. 1847 Veselá, o. 25. 7. 1871, † 9. 9. 1935
- 1891 par. vacat, admin. int. Franc. Stýčka
- 1892 Anton. Urban, n. 13. 6. 1835 Lobeč, o. 28. 7. 1861, † 8. 10. 1906
- 1898 par. vacat, admin. int. Jos. Králíček
- 1899 Steph. Protze, n. 16. 4. 1864 Hainspach, o. 25. 3. 1888, † 1. 9. 1943
- 1908 Jos. Franc. Richter, n. 18. 1. 1864 Warnsdorf, o. 25. 3. 1893, † 1. 5. 1925
- 1926 Joann. Wiesinger, n. 10. 6. 1866 Offenhausen, o. 7. 8. 1889, † 9. 2. 1932
- 1. 12. 1929 Henr. Schnitter, n. 7. 2. 1888 Postrum, o. 16. 7. 1911
- 18. 10. 1946 Karel Kvítek
- 1. 1. 1952 Ladislav Vybíral
- 1. 7. 1954 Jaroslav Huslík
- 1. 10. 1958 Josef Schwarz
- 1. 8. 1961 Ferdinand Mánek
- 24. 11. 1961 Jan Pohl
- 15. 3. 1965 Benno Rössler
- 15. 2. 1978 Jiří Kabát, CSsR., admin. exc. z Jílového u Děčína
- 1. 7. 1988 Milan Mafiak
- 1. 11. 1989 Jan Bahník
- 1. 11. 1990 František Jirásek
- 15. 8. 1991 Viktor Maretta
- 1. 2. 1992 Antonín Sporer
- 1. 7. 1999 Pavel Jančík
- 1. 7. 2002 Miroslav Šimáček, admin. exc. z Ústí nad Labem
- 15. 7. 2025 Martin Davídek, admin. exc. z Ústí nad Labem[3]

Kromě kněží stojících v čele farnosti, působili ve farnosti v průběhu její historie i jiní kněží. Většinou pracovali jako farní vikáři, kaplani, katecheté, výpomocní duchovní aj.

## Území farnosti
Do farnosti náleží území těchto obcí:
- Tisá (Tissa[p 2])
- Antonínov (Antonsthal [p 2])
- Ostrov (Eiland[p 2])
- Rájec (Raiza[p 2])

## Římskokatolické sakrální stavby a místa kultu na území farnosti
| | Fotografie | Stavba          | Místo  | Bohoslužby                      | Zeměpisné souřadnice           | Status       | Číslo kulturní památky                       |
| Kostel | Kostel     | Kostel          | Kostel | Kostel                          | Kostel                         | Kostel       | Kostel                                       |
| --- | ---------- | --------------- | ------ | ------------------------------- | ------------------------------ | ------------ | -------------------------------------------- |
| 1. |            | Kostel sv. Anny | Tisá   | bližší informace o bohoslužbách | 50°47′9″ s. š., 14°1′45″ v. d. | farní kostel | 12563/5-5502 (Pk•MIS•Sez•Obr•WD) (Q19305532) |
| Některé drobné sakrální stavby a pamětihodnosti lze dohledat zde v databázi Drobné sakrální památky Zaniklé sakrální stavby lze dohledat zde v databázi Poškozené a zničené kostely, kaple a synagogy v České republice |            |                 |        |                                 |                                |              |                                              |

Ve farnosti se mohou nacházet i další drobné sakrální stavby, místa římskokatolického kultu a pamětihodnosti, které neobsahuje tato tabulka.

## Příslušnost k farnímu obvodu
Z důvodu efektivity duchovní správy byl vytvořen farní obvod (kolatura) farnosti Ústí nad Labem, jehož součástí je i farnost Tisá, která je tak spravována excurrendo.